# غزوة الأشراف
غزوة الأشراف هي أحد المعارك الهامة المرتبطة بثورة البربر والتي حدثت سنة 122 هـ/740 م، وانتهت بنصر كبير للبربر بقيادة خالد بن حامد الزناتي ضد قوات الأمويين بالقرب من طنجة. قتل في المعركة عدد من أشراف المسلمين، لذا أطلقت المصادر العربية القديمة عليها غزوة الأشراف.

## خلفية
أصبح شمال إفريقيا إحدى ولايات الدولة الأموية بعد الفتح الإسلامي للمغرب، إلا أن ثورة محلية بين البربر قامت ضد حكمهم في أوائل 122 هـ/740 م في غرب المغرب اعتراضًا على الضرائب التي فرضها عليهم عبيد الله بن الحبحاب والي إفريقية، تحت تشجيع من علماء الخوارج الصفرية. بدأت الثورة تحت قيادة ميسرة المطغري، ونجحوا في السيطرة على طنجة ومعظم غرب المغرب.
تزامن ذلك مع خروج جزء كبير من جيش الأمويين في إفريقية في حملة على صقلية بقيادة حبيب بن أبي عبيدة الفهري. ومع وصول أنباء التمرد، أمر عبيد الله بن الحبحاب قائده حبيب الفهري بالعودة على عجل. في الوقت نفسه، أعد عبيد الله حملة أخرى من الفرسان فيها عدد من أشراف مسلمي إفريقية يقودهم خالد بن أبي حبيب الفهري للتوجّه في الحال إلى طنجة، لإلهاء البربر ريثما تصل حملة صقلية. كما أرسل جيشًا آخر إلى تلمسان بقيادة عبد الرحمن بن المغيرة العبدي لإيقاف البربر إن تمكّنوا من تجاوز الحملة الأولى نحو إفريقية.

## المعركة
واجه جيش ميسرة جيش خالد الفهري بالقرب من طنجة، وبعد اشتباك بسيط، تراجع ميسرة بالقوات، أما خالد فبدلاً من مطاردة قوات ميسرة، تمركز بقواته في انتظار التعزيزات. جمع البربر شتات فلولهم، وقتلوا قائدهم ميسرة دون أن يذكر المؤرخون سببًا واضحًا لذلك، ونصّبوا خالد بن حامد الزناتي قائدًا عليهم.
ذكر ابن خلدون أن خالد الفهري بعد مواجهته للبربر تمركز بالقرب من وادي الشلف ، وهو ما لا يرجحه المؤرخون المعاصرون، واعتقدوا أنما قصده وادي سبو القريب من طنجة. أما شهاب الدين النويري فقد ذكر أن المعركة وقعت على أسوار طنجة.
قرر خالد بن حميد الزناتي الإسراع بمهاجمة جيش الأمويين قبل وصول المدد إليهم، وتمكن جيشه من سحق جيش الفهري، وأوقع بهم مذبحة عظيمة راح فيها عدد من أشراف إفريقية.

## ما بعد المعركة
انتشر الذعر بعد خبر مقتل أشراف إفريقية، وأتبع ذلك أعمالاً انتقامية من قبل جنود جيش ابن المغيرة المتمركز في تلمسان حيث أوقعوا مذابح بين رجال الدين الصفريين في المدينة، مما أغضب السكان المحليين.
وصلت حملة صقلية متأخرة، فوجدا المجزرة قد حدثت، وقرر حبيب التمركز في تلمسان والإرسال إلى القيروان لطلب المدد، الذين أرسلوا بدورهم لطلب المدد من دمشق. إلا أن حبيب وجد المدينة قد انتقضت على جند ابن المغيرة، وقتلوهم وشردوهم بعدما قتل أولئك الجند عدد من رجال الدين الصفرية.
سمع الخليفة هشام بن عبد الملك، وأرسل جيشا من جند الشام قوامه 30,000 مقاتل يقودهم كلثوم بن عياض القشيري الذي ولاه هشام على إفريقية بدلا من ابن الحبحاب في أوائل سنة 741 م والتقى هذا الجيش بجيش البربر في نهاية السنة في معركة بقدورة التي انتهت بهزيمة أخرى للأمويين ؛ غضب بعدها الخليفة غضبته الشهيرة وقال " والله لأغضبن لهم غضبة عربية ولأبعثن جيشاً أوله عندهم وآخره عندي "، فأرسل لهم القائد والوالي السابق على مصر حنظلة بن صفوان الكلبي الذي تمكن بعدها من إبادة الخوارج وإنهاء ثورة البربر في بلاد المغرب في معركتي القرن والأصنام ؛ وقيل عن هذين المعركتين " ما علم في الأرض مقتلة كانت أعظم منها ”، وروى أن الليث بن سعد كان يقول : « ما غزوة كنت أحب ان اشهدها بعد غزوة بدر أحب إلى من غزوة القرن والاصنام »."  